# Vlajka smrti
Vlajka smrti (v anglickém originále Our Flag Means Death) je americký historický romantický komediální seriál vytvořený Davidem Jenkinsem. Seriál se odehrává na počátku 18. století během tzv. "zlatého věku pirátství" a sleduje dobrodružství bývalého aristokrata, nyní kapitána lodi Pomsta, Steda Bonneta (Rhys Darby), který se rozhodl opustit svůj pohodlný život aby se stal pirátem, a jeho posádky. Během svého putování narazí na slavného kapitána Černovouse (Taika Waititi) a jeho pravou ruku Izzyho Handse (Con O´Neill).
První díl Vlajky smrti byl poprvé uveden společností HBO Max 3. března 2022. Seriál obdržel pozitivní ohlasy zejména pro svou reprezentaci LGBT postav. Plán na natočení 2. série byl oznámen v červnu 2022.

## Příběh
Seriál je volně inspirován skutečnou postavou Steda Bonneta, který žil na přelomu 17. a 18. století. Stede Bonnet je anglický šlechtic žijící na Barbadosu, nespokojen se svým manželstvím a znuděn svým pohodlným životem, se rozhodne opustit rodinu, koupí si loď a s odhodláním stát se pirátem vyplouvá se svou ne příliš schopnou posádkou na moře. Chybí mu však osobnostní rysy hodné piráta a znechucen brutálností tohoto řemesla se rozhodne stát pirátem-džentlmenem. Cestou narážejí na různé překážky. Kapitán Černovous, proslulý svou krutostí, je taktéž znuděn svým životem, jelikož jeho pověst bezcitného zabijáka způsobuje, že se námořníci vzdávají, jen co ho zahlédnou. Když se dozví o výstředních způsobech Steda Bonneta, rozhodne se s ním seznámit. Tráví spolu čas a postupně mezi nimi vzniká romantické pouto.

## Obsazení
- Stede Bonnet, hraje Rhys Darby (český dabing[8]: Michal Jagelka), bohatý barbadoský šlechtic znuděný životem, opustí svou rodinu aby se stal pirátem). Syn Rhyse Darbyho si zahrál mladého Steda Bonneta.
- Edward "Ed" Teach / Černovous, hraje Taika Waititi, obaváný pirátský kapitán, jehož reputace udělala jeho život příliš snadným a nudným, je fascinován Stedem Bonnetem. Mateo Gallegos hraje mladého Edwarda Teache.
- Nathaniel Buttons, hraje Ewen Bremner (český dabing: Ladislav Cigánek), první palubní důstojník mluvící s racky
- Roach, hraje Samba Schutte (český dabing: Vojtěch Hájek), kuchař lodi Pomsta
- Černý Pete, hraje Matthew Maher (český dabing: Jan Szymik), posádka lodi Pomsta
- Lucius Spriggs, hraje Nathan Foad (český dabing: Pavel Vondrák), písař lodi Pomsta
- Malý John Feeney, hraje Kristian Nairn (český dabing: Pavel Vondra), posádka lodi Pomsta
- Nigel Badminton a jeho dvojče Chauncey Badminton, hraje Rory Kinnear (český dabing: Tomáš Juřička), důstojníci britského námořnictva
- Israel "Izzy" Hands, hraje Con O´Neill, nemilosrdná pravá ruka Černovouse
- Frenchie, hraje Joel Fry, posádka lodi Pomsta
- Oluwande Boodhari, hraje Samson Kayo, posádka lodi Pomsta
- Švéd, hraje Nat Faxon, posádka lodi Pomsta
- Jim (Bonifacia) Jimenez, hraje Vico Ortiz, posádka lodi Pomsta
- Ivan, hraje Guz Khan, posádka lodi Černovouse
- Tesák, hraje David Fane, posádka lodi Černovouse